# CBC Radio One
CBC Radio One ist ein staatlicher englischsprachiger Hörfunksender aus Ottawa, Ontario, Kanada. Der Sender sendet ausschließlich Nachrichten und weitere Informationssendungen aus. Der Sender wird von der staatlichen Canadian Broadcasting Corporation betrieben. Die Programminhalte sind werbefrei und bieten aktuelle lokale Informations- und Nachrichtensendungen sowie nationale Informations- und Nachrichtensendungen. Das Programm wird auf AM oder FM ausgestrahlt. Somit erreicht der Sender 98 % der Einwohner. Ferner wird das Programm auch durch Radio Canada International sowie über das Internet und durch mobile Apps weltweit ausgestrahlt.
Eine modifizierte Version von CBC Radio mit lokalen Programminhalten kann über das Sirius XM Satellite Radio auf dem Kanal 169 empfangen werden. Es ist empfangbar für Abonnenten des Sirius XM Canada Radio sowie für die Bürger der Vereinigten Staaten, mit dem Sirius XM Satellite Radio.
Nach den letzten erhobenen Marktanalysen, verfolgen jede Woche ca. 4,3 Millionen Zuhörer das Programm des Senders. Es ist somit das größte Radionetzwerk in Kanada.

## Geschichte
CBC Radio begann mit der Ausstrahlung 1936 und ist somit der älteste Sender der kanadischen Rundfunkgesellschaft. 1949 wurden die Sendeeinrichtungen und das Personal der damaligen Broadcasting Corporation of Newfoundland zur damals neugegründeten CBC und mit dem Zusammenschluss der Provinz Neufundland zur Kanadischen Konföderation zusammengeführt.
Anfang 1944 betrieb CBC zwei englischsprachige Sender. Der erste (Original Network) wurde zum Trans-Canada Network und der zweite (Dominion Network) wurde mit dem CJBC-Sender als „Flaggschiff“ des kanadiscxhen Hörfunks in Toronto eingerichtet. Mit Ausnahme des Senders in Toronto wurden alle anderen 35 Sender privat betrieben. Das Programm war einfacher als das des Trans-Canada Networks, es übernahm mehr US-amerikanische Programminhalte. Das Dominion Network operierte vorwiegend nachmittags, während tagsüber die lokalen Sender ihre Programminhalte ausstrahlten.
1960 begann die CBC mit Sendungen auf UKW. Die drei englischsprachige Sender, die sich in Toronto, Ottawa und Montreal befanden, sendeten ein Monosignal. Das Programm bestand anfangs aus klassischer Musik. Alle Sender wurden mit demselben Programm versorgt, das auf Überlandleitungen und Mikrowellen übertragen und dann ausgestrahlt wurde. Diese Technik wurde bis 1962 aufrechterhalten. Seit 1964 wurde auf Stereosignal umgestellt.
In den späten 1960er und Anfang der 1970er Jahre änderte der Sender seine Programminhalte. So wurden mehr Nachrichten und Liveberichterstattungen ausgestrahlt, was damals eine grundlegende Neuerung darstellte und im Unterschied zu den zurückliegenden Jahrzehnten technisch leichter umsetzbar wurde. Diese Änderungen begannen mit nationalen Hörfunksendungen wie As It Happens. Die Veränderungen des Radioprogramms schritten voran, so dass die CBC regionale Morgensendungen mit aktuellen Nachrichten, Wetter sowie Verkehrsverhältnisse ausstrahlte. CBC Radio Winnipeg war der erste Sender, der das neue Format übernommen hatte. Gefolgt von Information Morning vom Sender in Halifax.
CBC Radio sendet seit 1974 keine Werbung mehr. Bis 1995 legte der Sender eine Sendepause zwischen 1 Uhr und 6 Uhr ein. Im selben Jahr begann der Sender ein Nachtprogramm, CBC Radio Overnight mit internationalen Nachrichten und weiteren Nachrichtenbeiträgen. Bis Mitte der 1990er Jahre wurden die meisten CBC-Hörfunksender auf UKW umgestellt.

## Sender
| MW: - Corner Brook, Newfoundland and Labrador – (CBY) - Gander, Newfoundland and Labrador – (CBG) - Grand Falls, Newfoundland and Labrador – (CBT) - Inuvik, Northwest Territories – (CHAK) - Iqaluit, Nunavut – (CFFB) - Prince Rupert, British Columbia – (CFPR) - St. John’s, Newfoundland and Labrador – (CBN) - Sydney, Nova Scotia – (CBI) - Yellowknife, Northwest Territories – (CFYK) | UKW: - Charlottetown, Prince Edward Island – (CBCT-FM) - Fredericton, New Brunswick – (CBZF-FM) - Happy Valley-Goose Bay, Newfoundland and Labrador – (CFGB-FM) - Halifax, Nova Scotia – (CBHA-FM) - Kamloops, British Columbia – (CBYK-FM) - Kelowna, British Columbia – (CBTK-FM) - La Ronge, Saskatchewan – (CBKA-FM) - London, Ontario – (CBCL-FM) - Moncton, New Brunswick – (CBAM-FM) - Montreal, Québec – (CBME-FM) - Ottawa, Ontario – (CBO-FM) - Paris, Ontario (Kitchener/Waterloo) – (CBLA-FM-2) - Prince George, British Columbia – (CBYG-FM) - Québec, Québec – (CBVE-FM) - Saint John, New Brunswick – (CBD-FM) - Sudbury, Ontario – (CBCS-FM) - Thompson, Manitoba – (CBWK-FM) - Thunder Bay, Ontario – (CBQT-FM) - Toronto, Ontario – (CBLA-FM) - Victoria, British Columbia – (CBCV-FM) - Whitehorse, Yukon – (CFWH-FM) - Windsor, Ontario – (CBEW-FM) |